# Ottilie Ninaus
Ottilie Ninaus (* 1905 als Ottilie Wachter; † 1989 in Graz) war eine österreichische Kommunalpolitikerin (SPÖ) und eine der ersten Bürgermeisterinnen Österreichs.

## Leben
Ottilie Ninaus war gelernte Schneiderin und die zweite Ehefrau von Josef Ninaus (1878–1947). Das Paar lebte zunächst in Graz, wo er als Gemeindebediensteter arbeitete und bis 1934 auch als Vertreter der SPÖ dem Gemeinderat angehörte. Nach dem Verbot der SPÖ im Austrofaschismus 1934 wurde Josef Ninaus vorübergehen eingesperrt und musste seine politische Tätigkeit aufgeben. 1936 zogen die beiden nach Sierling, den Herkunftsort von Josef, und bewohnten dort ein kleines Weingartenhaus. Unmittelbar nach dem Zweiten Weltkrieg wurde Josef Ninaus Bürgermeister und zog 1946 in den Nationalrat ein. Nach seinem Tod im September 1947 übernahm Ottilie Ninaus das Amt der Bürgermeisterin.

## Politik
Die Gemeinde Sierling (ab 1968 Teil der Gemeinde Marhof, seit 2015 Stainz) hatte zu dieser Zeit ca. 500 Einwohnerinnen und Einwohner und bestand aus einigen größeren Landwirtschaften und vielen kleinen Bergbauernhöfen und Keuschen, zwei Sägewerken und ein paar Wirtshäusern, die zugleich Bauernhöfe waren. Die Menschen lebten hauptsächlich von Forstarbeit oder Landwirtschaft und das Gemeindeamt war in einem Bauernhaus untergebracht. Zur Amtszeit von Ottilie Ninaus waren die Mandate im Gemeinderat zwischen SPÖ und ÖVP im Verhältnis 5:4 zugunsten der SPÖ verteilt. Als Bürgermeisterin übernahm sie keine leichte Aufgabe. Sierling war noch nicht elektrifiziert, die Wege und Straßen waren ausbaubedürftig und die Lebensbedingungen der Menschen von schwerer Arbeit, Entbehrung und Mangel geprägt. Zu den Herausforderungen gehörte auch die Organisation der Lebensmittelablieferungen, da die bäuerliche Bevölkerung selbst mit Not und Knappheit zu kämpfen hatte.
Ottilie Ninaus füllte ihr Amt mit viel Engagement aus, dennoch kam es – vermutlich bei der Gemeinderatswahl 1950 – zu einem Wechsel an der Gemeindespitze. Die Elektrifizierung und der Ausbau der Straßen erfolgten erst später. Politisch beteiligte sie sich nach ihrer Zeit als Bürgermeisterin nicht mehr aktiv. Der SPÖ fühlte sie sich jedoch zeitlebens sehr stark verbunden und pflegte Kontakte bis in hohe Parteikreise. Nach ihrem Tod 1989 wurde sie neben ihrem Mann am Urnenfriedhof Graz zur letzten Ruhe gebettet.

## Bedeutung
Die Quellenlage zur Kommunalpolitik in Österreich ist dürftig. Die Recherchen gestalten sich insbesondere nach Gemeindezusammenlegungen besonders schwierig. Ottilie Ninaus war eine der frühesten Bürgermeisterinnen Österreichs, die bisher bekannt sind. Vor ihr stand noch Maria Rothschedl 1946 für etwa zwei Monate der südsteirischen Gemeinde Oberhaag bei Arnfels vor.